# COPS7A
COPS7A‏ (COP9 signalosome subunit 7A) هوَ بروتين يُشَفر بواسطة جين COPS7A في الإنسان.